# چاه کاظم
 چاه کاظم نام یکی از روستاهای استان فارس و شهرستان خنج است.  این روستا نیز مانند روستایی خیلی قدیمی است. اهالی روستا بومی هستند، پیشهٔ عمده مردم این روستا کشاورزی و دامداری است.